# El Esfuerzo, Oaxaca
El Esfuerzo är en ort i Mexiko.   Den ligger i kommunen San Juan Bautista Tuxtepec och delstaten Oaxaca, i den sydöstra delen av landet, 400 km öster om huvudstaden Mexico City. El Esfuerzo ligger 43 meter över havet och antalet invånare är 400.
Terrängen runt El Esfuerzo är platt. Runt El Esfuerzo är det ganska tätbefolkat, med 139 invånare per kvadratkilometer. Närmaste större samhälle är Tuxtepec, 5,1 km norr om El Esfuerzo. Omgivningarna runt El Esfuerzo är en mosaik av jordbruksmark och naturlig växtlighet.